# Ussana
Ussana (sardisk: Ùssana) er en by og en kommune (comune) i provinsen Sud Sardegna i regionen Sardinien i Italien. Byen ligger i 97 meters højde og har 4.198 indbyggere (2016). Kommunen har et areal på 32,82 km² og grænser til kommunerne Donori, Monastir, Nuraminis, Samatzai og Serdiana.